# Шеин, Игорь Александрович
И́горь Алекса́ндрович Ше́ин (род. 22 июня 1957; Брест, Белорусская ССР, СССР) — советский и российский военный историк, специалист по военной истории России, и в частности по историографии Отечественной войны 1812 года. Доктор исторических наук (2002), профессор. Профессор кафедры истории Военного университета Министерства обороны РФ и член его диссертационного совета. Полковник запаса.

## Биография
Родился 22 июня 1957 года в Бресте. В 1978 году с отличием окончил Донецкое высшее военно-политическое училище инженерных войск и войск связи и до 1987 года служил в Советской армии. Уволился в запас в звании полковника. С того же года — слушатель Военно-политической академии им. В. И. Ленина, а в 1990 году окончил его (VIII выпуск). С того же года преподавал в училище. С 1991 года обучался в адъюнктуре по кафедре истории Гуманитарной академии ВС РФ.
В 1994 году в ГА ВС РФ защитил диссертацию на соискание учёной степени кандидата исторических наук по теме «Развитие воинских традиций русской армии во второй половине XIX — начале XX в.: исторический опыт и уроки». После преподавал в ГА ВС РФ.
С 1999 года подготавливал диссертацию на соискание учёной степени доктора исторических наук, которую защитил в 2002 году в Военном университете Министерства обороны Российской Федерации по теме «Отечественная война 1812 года: историографическое исследование» (специальность 07.00.09 — историография, источниковедение и методы исторического исследования).
С 2006 года — заместитель начальника кафедры истории войн и военного искусства Военного университета Минобороны России. Ныне — профессор кафедры истории, а также член диссертационного совета при ВУ Минобороны России.

## Научные направление и вклад
Специализируется на военной истории России, и в частности на историографии Отечественной войны 1812 года.
В 2013 году И. А. Шеиным была издана монография «Отечественная война 1812 года: историографическое исследование», основу которой составила его докторская диссертация 2002 года. В ней И. А. Шеин рассматривал основные концепции Отечественной войны 1812 года в российской историографии XIX—XX веков. Ввиду того, что за 10 лет современная историография Отечественной войны 1812 года продвинулась далеко вперёд, заключительная глава издания 2013 года была значительно переработана. По сообщению самого И. А. Шеина, большую помощь ему в историографическом анализе современной литературы по теме Отечественной войны 1812 года оказали В. М. Безотосный, В. Н. Земцов, А. В. Горбунов, Л. Л. Ивченко, А. М. Лукашевич, А. И. Попов, А. А. Подмазо, Н. В. Промыслов, Р. Н. Рахимов.
И. А. Шеин был членом авторского коллектива изданной в 2004 году энциклопедии «Отечественная война 1812 года». Также в составе авторского коллектива принимал участие в написании изданного в 2012 году военно-исторического труда «Народы России и Белоруссии в год наполеоновского нашествия».

## Отзывы
По оценке Л. И. Агронова (к. и. н.), в изданной в 2002 году работе И. А. Шеина «Война 1812 года в отечественной историографии» приведён «наиболее подробный обобщённый анализ новейшей российской историографии Отечественной войны», а по мнению В. П. Тотфалушина (к. и. н.) эта монография на момент её издания является «единственной обобщающей работой, в которой был дан анализ российской историографии 1812 года».
К. Б. Жучков (к. и. н.) называет изданную И. А. Шеиным в 2013 году монографию «Война 1812 года в отечественной историографии» «самым представительным трудом по историографии этой войны за всю историю её изучения». Главным положительным качеством, по мнению рецензента, является объективность в оценке «различных общественно-идеологических тенденций в развитии историографии войны 1812 г.» К. Б. Жучков называет эту монографию важным явлением в «современной историографии Отечественной войны 1812 года», которое «послужит незаменимым пособием как для нынешнего, так и для последующих поколений историков».